# Lumen (Biologie)
Das Lumen (Pl. Lumina; lateinisch lūmen ‚Licht‘, ‚Fenster‘) bezeichnet in der Anatomie, Medizin und Medizintechnik den inneren Hohlraum von Hohlorganen und röhrenförmigen Körpern, zum Beispiel der Blutgefäße, des Magens, des Darms und der Harnblase von Säugetieren und im Tracheensystem von Insekten.
Bei Pflanzen bezeichnet Lumen den Hohlraum einer Leitzelle (Trachee, Tracheide, Siebröhre). Auch das Innere von Zellorganellen (z. B. des Endoplasmatischen Retikulums) und Membransystemen (z. B. Thylakloiden in Chloroplasten) wird Lumen genannt.
In der Medizintechnik wird auch das Innere von Kathetern und Schläuchen als Lumen bezeichnet. Manche Katheter haben mehrere Lumina, z. B. Zentrale Venenkatheter.

## Wortherkunft
Lichtöffnung ist eine Nebenbedeutung des lateinischen Wortes lūmen (vgl. lūx, ‚Licht‘, sowie in der Architektur das Lichte Maß). In der anatomischen Bedeutung ist der Begriff erst seit Ende des 19. Jahrhunderts in der Gelehrtensprache nachweisbar.